# Windy
Windy — чеський веб-сайт, що надає послуги інтерактивного прогнозу погоди по всьому світу.
Портал був заснований Іво Лукачовичем у листопаді 2014 року. Спочатку Windy в основному зосереджувався на анімації вітру, але згодом він розширився, щоб включити різні важливі метеорологічні параметри, такі як температура, тиск, опади, відносна вологість, нижня хмарність і додаткові панелі, що містять більш розширені дані. Компонент анімації вітру базується на відкритому проєкті Earth Камерона Беккаріо.
Станом на травень 2018 року команда Windy містить 6 співробітників і в середньому 300 000 відвідувачів за день.

## Список моделей погоди

### Глобальні моделі
- GFS (Роздільна здатність 22 км)
- ECMWF (роздільна здатність 9 км)
- ICON від німецького DWD (Роздільна здатність 6 км для Європи, 13 км для всього світу)

### Локальні моделі
- NEMS від швейцарської компанії MeteoBlue (Роздільна здатність 4 км для Європи)
- NAM Conus від NOAA (Роздільна здатність 5 км для континентальної частини США)
- NAM Hawaii (Роздільна здатність 4 км для Гаваїв)
- AROME від Météo-France (Роздільна здатність 1,25 км для Франції, Німеччини та Альп)